# کلرید قلع (IV)
کلرید قلع (IV) (به انگلیسی: Tin(IV) chloride) با فرمول شیمیایی SnCl۴ یک ترکیب شیمیایی است. که جرم مولی آن 260.50 (anhydrous) 350.60 (pentahydrate) g/mol می‌باشد. 